# Wilhelm Bernhard Hildebrand
Wilhelm Bernhard Hildebrand (* 22. Mai 1825 in Zwickau; † 8. November 1898 in Leutzsch) war ein deutscher evangelisch-lutherischer Pfarrer und Autor.

## Leben und Wirken
Er war der Sohn des Archidiakons Traugott Wilhelm Hildebrandt am Dom zu Zwickau. Nach dem Schulbesuch und einer theologischen Ausbildung wurde er 1852 Substitut des Pfarrers in Lengenfeld und übernahm 1858 die dortige Pfarrstelle. 1881 wechselte er als Pfarrer nach Gundorf. 1896 erfolgte seine Emeritierung.

## Publikationen (Auswahl)
- Predigt am Reformationsfest 1853. Plauen, 1853.
- Predigt am 1. Trinit.-S. 1856 nach dem zu Lengenfeld stattgefundenen Brande. Reichenbach, 1856.
- Predigt zur 300jähr. Jubelfeier des ehrbaren Handwerks der Tuchmacher zu Lengenfeld, am 10. Juli 1862. Lengenfeld, 1862.
- Was können und sollen wir Geistliche thun zur Förderung der neuen Kirchenvorstands-und Synodalordnung? Vortrag. Dresden, 1868.
- Predigt gehalten zur kirchlichen Friedensfeier d. 18. Juni 1871. Reichenbach, 1871.
- Rede bei der Einweihung des für die im Kriege 1870/71 gebliebenen Söhne Lengenfelds errichteten Denkmals, am 2. Sept. 1873 gehalten. Lengenfeld, 1873.